# Малая пестрогрудка
Ма́лая пестрогру́дка (лат. Locustella davidi) — скрытный и слабо изученный представитель семейства сверчковых (Locustellidae) из авифауны юга Восточной Сибири.

## Систематика
Малых пестрогрудок Сибири традиционно относили к виду Tribura thoracica (Blyth, 1845) (иные комбинации: Bradypterus thoracicus или Locustella thoracica), представленному четырьмя подвидами T. th. thoracicus, T. th. shanensis, T. th. kashmirensis и T. th. przevalskii в южном Китае и на южной окраине Тибетского нагорья. Гнездовой ареал южной формы отделён от ареала северной. Однако южная форма вида существенно отличается от сибирской по общим размерам (южные формы намного крупнее) и пропорциям тела, а также очень сильно они различаются и по песням. Поэтому северную группу подвидов (suschkini и davidi) предложено рассматривать как отдельный вид Tribura davidi, тогда как номен thoracica закрепляется за птицами юга Китая.
Позже оба вида перенесли в род сверчков (Locustella).
Таким образом, на территории России обитает вид Locustella davidi с двумя подвидами:
- Locustella davidi davidi (La Touche, 1923) — от Байкала к востоку до нижнего Амура;
- Locustella davidi suschkini (Stegmann 1929) — от Алтая к востоку до Байкала.

## Описание
Спина, крылья и хвост тёмно-бурой окраски. На спине проступает красновато-бурый оттенок, верх головы буровато-сероватый. Низ тела белесый, подхвостье рыже-бурое с беловатыми пятнами. На зобе и груди тёмно-бурые продольные пестрины.

## Распространение
Ареал простирается от предгорий северного Алтая (река Лебедь), бассейна Абакана и северного подножья Западного Саяна (река Кызыр-су), южного Прибайкалья (Култук) до бассейна верхнего Амура. В Забайкалье известна из окрестностей Читы, Нерчинска. Отмечена на хр. Большой Хинган в Китае и в провинции Чжили. К 2010 году заселила Пограничный хребет Приморья, также Чёрные горы.
По речным долинам поднимается в горы до высот 1000—1200 м над уровнем моря. На Алтае селится по таёжным опушкам и полянам с зарослями березняка, черемухи и травянистой растительности. В Саянах предпочитает горные долины по таёжным опушкам с их густым кустарниковым подлеском. В Прибайкалье наблюдалась в открытых лугах с густым травянистым покровом и разбросанными кустарниками и деревьями.
Зимует в Южном Китае.

## Размножение
Гнездо строит в кучах хвороста и ветвях упавших деревьев, густо проросших травой, в основании густых стеблей травы. Гнездо круглое со сводом, напоминающее гнёзда пеночек. Стенки состоят из сухих стеблей. Диаметр гнезда у входного отверстия 90—100 мм, диаметр с боков — 70—90 мм, высота гнезда 90—100 мм, диаметр входа — 40—50 мм. Кладка из 4—6 белых яиц со слабо розовым оттенком, покрытых редкими буро-фиолетовыми пятнышками и крапинками, сгущающимися к тупому концу. Размеры по данным Дыбовского 16,7—19,5 × 13,7—11,5 мм. Оба конца яиц закруглены. Самка насиживает очень крепко, так что её иногда даже можно поймать руками.

## Поведение
Осторожная птица. Поёт днём и ночью в глубине зарослей, при этом поднимает голову, опускает крылья и горизонтально вытягивает хвост. Песня — однообразная, состоит из резкого двусложного (или односложного) крика «трзи… трзи».

### Рекомендуемые источники
- Round P. D., Loskot V. 1995. A reappraisal of the taxonomy of the Spotted Bush-warbler Bradypterus thoracicus. // Forktail: 159—172.
- Малая пестрогрудка (Bradypterus davidi) на сайте HBW Alive (англ.).